# Centralia (Missouri)
Centralia – miasto w Stanach Zjednoczonych, w stanie Missouri, w hrabstwie Boone.